# Embalse de Los Arroyos
Embalse de Los Arroyos är en reservoar i Spanien.   Den ligger i provinsen Provincia de Madrid och regionen Madrid, i den centrala delen av landet, 40 km nordväst om huvudstaden Madrid. Embalse de Los Arroyos ligger 843 meter över havet. Den ligger vid sjön Embalse de Valmayor. Omgivningarna runt Embalse de Los Arroyos är i huvudsak ett öppet busklandskap.